# 221853 Gábrisgyula
2008
221853 Gábrisgyula è un asteroide della fascia principale. Scoperto nel 2001, presenta un'orbita caratterizzata da un semiasse maggiore pari a 2,682531 UA e da un'eccentricità di 0,133195, inclinata di 10,823058° rispetto all'eclittica.